# Jaap van Deurzen
Jaap van Deurzen (Rotterdam, 17 december 1952) is een Nederlands verslaggever. Van Deurzen woonde tien jaar lang in Scandinavië en spreekt Deens. Hij heeft gemiddelde kennis van het Zweeds, Engels en Frans.

## Loopbaan
Jaap van Deurzen is sinds de start van RTL 4 in 1989 betrokken bij het nieuwsprogramma RTL Nieuws. Eerst kort als eindredacteur van het RTL Ontbijtnieuws en later als crisis- en rampenverslaggever. Sinds 1989 heeft Van Deurzen verslag gedaan van onder andere oorlogen in het Midden-Oosten en na 2010 de aanslagen van Anders Breivik in Noorwegen en de tsunami in Japan. Volgens velen onderscheiden de reportages van Van Deurzen zich door hun sterke verhaaltrant.
In december 2018 ging Van Deurzen met pensioen. Toch bleef hij tot en met 2020 nog sporadisch reportages maken en columns schrijven voor RTL Nieuws.
In 2019 was Van Deurzen een van de deelnemers van het twintigste seizoen van het RTL 4-programma Expeditie Robinson, hij viel als tweede af en eindigde op de 19e plaats.
In maart 2024 was hij te zien in het televisieprogramma Secret Duets. Hier zong hij samen met Dave von Raven het nummer Banger hart van Rob de Nijs.